# Siachen-Basislager

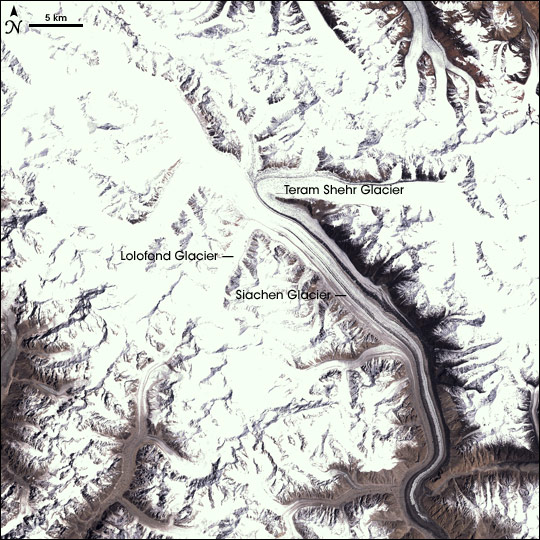
Satellitenfoto des Siachen-Gletschers

Das Siachen-Basislager ist ein Lager der indischen Armee am zwischen Indien und Pakistan umstrittenen Siachen-Gletscher in Kaschmir. Es ist durch die vermutlich welthöchste Autostraße mit der sechs Autofahrtstunden entfernten Stadt Leh in Ladakh verbunden.  
Das Basislager der indischen Armee wurde im Siachen-Konflikt, der am 13. April 1984 begann, zur Versorgung ihrer stationierten Truppen aufgebaut. Die Temperaturen fallen bis zu −50 °C im Winter, es können Blizzards mit einer Dauer von 20 Tagen erfolgen und täglich meterhoher Schneefall stattfinden. In diesem Konflikt kamen etwa 2300 Soldaten und nach anderen Quellen 4000 Soldaten auf beiden Seiten ums Leben; dies weniger durch bewaffnete Auseinandersetzungen als vielmehr durch die Lebensumstände in großer Kälte und Höhe. Die pakistanischen Truppen unterhalten ihr Basislager in Goma.
Das militärische Camp der Inder besteht aus mehreren getarnten Hütten, die im Schutz eines Hügels aufgebaut sind. Ferner befindet sich dort ein kleiner hinduistischer Tempel, der mit mehreren Bannern geschmückt ist. Gewidmet ist der Tempel dem Soldaten Bana Singh, der einen pakistanischen Posten eroberte und dafür einen Orden erhielt. Daneben befindet sich ein Hubschrauberlandeplatz.
Nach zahlreichen Attacken vor allem durch Artilleriebeschuss sind die Kampfhandlungen seit 2003 eingestellt. Seit 2005 wird zwischen hochrangigen Offiziellen beider Seiten um eine Lösung des Konflikts verhandelt.
Im Oktober 2008 suchte der Generalstabschef der US-Heeres George W. Casey mit dem indischen Armeechef General Deepak Kapoor das Basislager auf. Casey interessierte sich vor allem „[...] for developing concept and medical aspect of fighting in severe cold conditions and high altitudes“ (deutsch: für ein Entwicklungskonzept und medizinische Aspekte im Kampf in extrem kalter Umgebung und großen Höhen).